# Faro di Kerempe
Il Faro di Kerempe (in turco Kerempe Feneri) è un faro costiero situato sulla costa anatolica del Mar Nero, su una scogliera a ovest di Doğanyurt, nella provincia di Kastamonu, in Turchia.
È gestito e mantenuto dall'Autorità per la Sicurezza Costiera (in turco Kıyı Emniyeti Genel Müdürlüğü) del Ministero dei Trasporti e delle Comunicazioni.

## Storia
Il faro fu installato sulla costa del Mar Nero nel maggio del 1885 dall'Amministrazione Ottomana dei Fari. Nel 1937, al faro fu aggiunta una stazione acustica in caso di nebbia. Nel 1978 il faro è stato convertito a gas butano e nel 1988 è stato collegato alla rete elettrica e dotato di una lampada da 500 W su un obiettivo da 500 mm di lunghezza focale.

## Descrizione
Il faro è una torre rotonda in pietra bianca, alta 8 metri, con un ballatoio e una lanterna, e ad esso è unito l'alloggio del guardiano a un piano. È dotato di un sistema di identificazione automatica (AIS) e di una sirena per la nebbia.
Il suo lampeggiante emette, a un'altezza focale di 82 m, un lampo bianco lungo 2 secondi con un periodo di 20 secondi. Il suo raggio d'azione è di 20 miglia nautiche (circa 37 km).
Identificatore : ARLHS:(TR-10370) TUR-007 - Ammiragliato: N5816 - NGA: 19556.

## Caratteristiche della luce marittima
- Frequenza: 20 secondi (W)
  - Luce: 2 secondi
  - Buio: 18 secondi